# Résiliation en ligne
 (janvier 2020).
- Si vous ne connaissez pas le sujet, laissez ce bandeau (vous pouvez alors contacter les auteurs).
- Si vous supprimez le contenu mis en cause (vous pouvez préalablement contacter les auteurs),

argumentez précisément cette suppression dans la page de discussion
(un manque de référence n'est pas un argument ; une recherche réelle de référence doit avoir été effectuée, être formellement documentée).
 (janvier 2020).
La résiliation en ligne désigne le processus de rupture d'un contrat de service entre un consommateur et une entreprise effectué directement par internet.
Les contrats concernés par la résiliation en ligne sont divers et variés. Par exemple :
- Assurances (santé, habitation, auto/moto, juridique, etc.)
- Télécommunications (téléphonie fixe et mobile, internet, télévision)
- Fitness (clubs/salles de sport)
- Presse (journaux et magazines)
- Transport (carte de transport en commun, etc.)
- Énergie (gaz, eau, électricité)
- Autres (box surprise, télésurveillance, syndicats, etc.)

De plus en plus de services pour consommateurs sont proposés sur la base d'un abonnement. Mais en général, il est bien plus facile de souscrire un abonnement que de le résilier...

## Différentes méthodes de résiliation pour les consommateurs
D'après la loi européenne, s'il est possible de souscrire un contrat en ligne. Il doit aussi être possible de le résilier en ligne. 
Voici les différentes méthodes possibles pour résilier un contrat de prestation de service :

### Résiliation par courrier recommandé avec accusé de réception
Cependant, beaucoup d'entreprises ne rendent pas possible la résiliation en ligne directement dans l'espace utilisateur en ligne pour leurs clients. En effet, la plupart des entreprises françaises imposent l'envoi d'une demande de résiliation par courrier recommandé avec accusé de réception.

### Résilier par interface en ligne
Certaines entreprises proposent une interface de résiliation en ligne pour leurs utilisateurs. Il faut généralement se connecter à un espace client avec ses identifiants pour accéder à ce service.

### Résilier par service client
Il est parfois possible de demander la résiliation en contactant le service client du service en question, où l'en se déplaçant en point de vente. Ici, il sera nécessaire de produire des éléments d'information permettant d'identifier le compte en question (nom, prénom, date de naissance, numéro de contrat).
Si les éléments permettent d'identifier avec exactitude et certitude le compte client, la demande de résiliation doit obligatoirement être traitée par l'entreprise.

### Résilier via intermédiaire
Face à la difficulté et aux pratiques commerciales agressives des entreprises françaises, de nombreuses plateformes aident les consommateurs à effectuer la résiliation de leurs contrats.
Ces services aident leurs utilisateurs à générer une lettre de résiliation et parfois un service d'envoi pour s'assurer que la résiliation est bien remise à l'entreprise concernée.

## Problèmes rencontrés par les consommateurs

### Délais à respecter
Certains services demandent le respect d'une période définie avant d'accepter la résiliation d'un contrat par le consommateur. Ces contraintes peuvent être propres à l'entreprise (salle de sport par exemple), ou propres à l'industrie (en assurance, la loi Chatel permet la résiliation moyennant le respect d'un préavis de deux mois).